# Hunsrück
Hunsrück (o Hunsrueck) è un massiccio della Renania-Palatinato e della Saarland (Germania), facente parte del Massiccio scistoso renano di cui costituisce il confine sudorientale.

## Geografia e clima

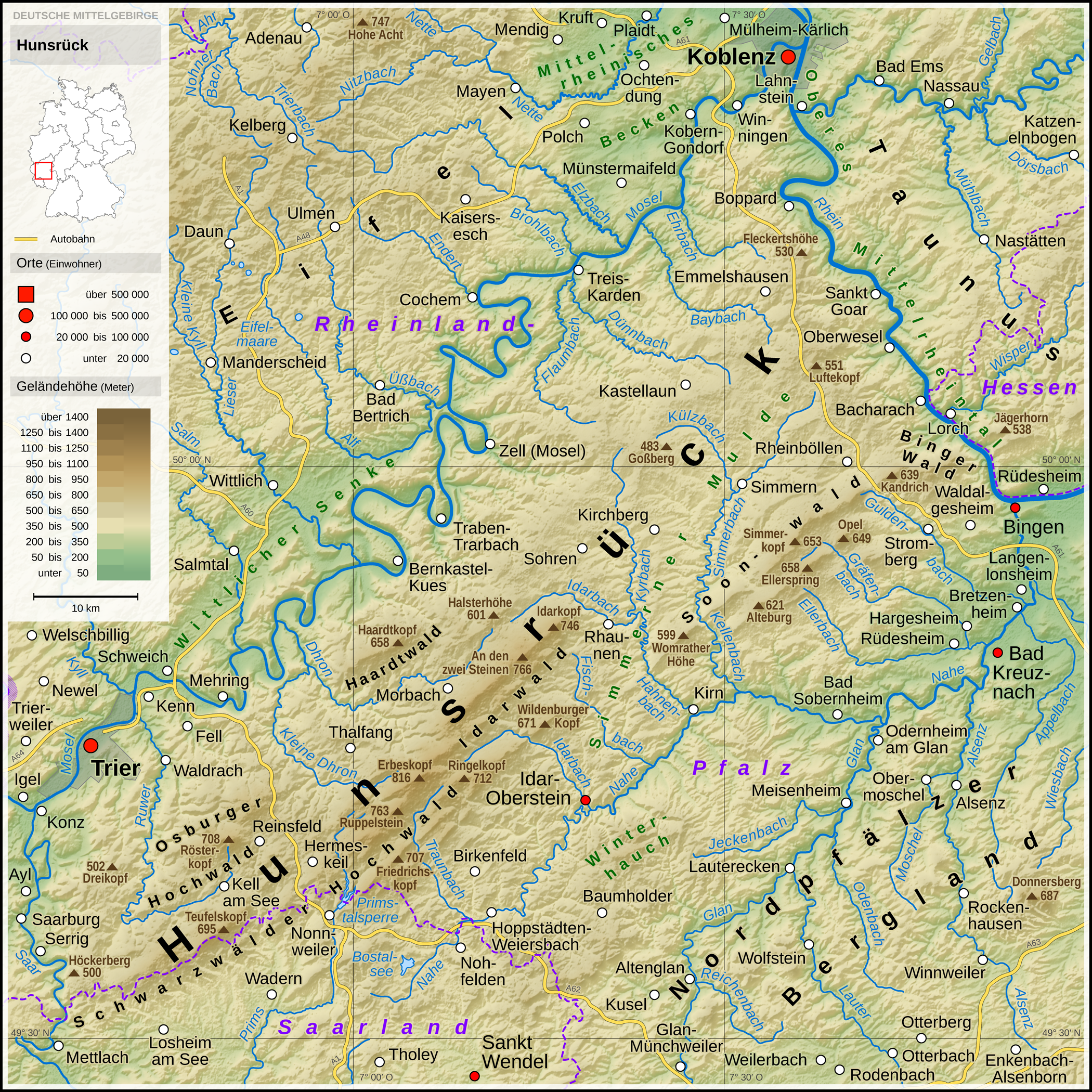
Massiccio dell'Hunsrück

L'Hunsrück è delimitato dalle valli fluviali della Mosella a nord, del Reno a est, del Nahe a sud e del Saar all'ovest. L'Hunsrück si trova di fronte all'Eifel (posto all'altro lato della Mosella) e al Taunus (sull'altro lato del Reno). Viene convenzionalmente diviso in tre subregioni (nell'ordine, in direzione sud-ovest nord-est): Schwarzwalder Hochwald, Idarwald e Soonwald.
Come altrove nel Massiccio scistoso renano, i rilievi non sono molto elevati. La cima più alta è il monte Erbeskopf (816 metri sul livello del mare) nel Hochwald. Cime di minore altezza: Ellerspring, nel Soonwald (658 m) e Steingerüttelkopf nell'Idarwald (757 m). Il clima è continentale (molto piovoso e freddo). La regione è ricoperta di foreste, l'economia è prevalentemente agricola (allevamento), ed è pertanto poco popolata. Sono sfruttate anche delle cave di ardesia.

## Nel cinema
Heimat, una famosa serie diretta dal regista Edgar Reitz, è ambientata in un immaginario villaggio dell'Hunsrück del XX secolo.